# Erichthodes jovita
Espèce
Erichthodes jovita est une espèce de lépidoptères (papillons) de la famille des Nymphalidae et de la sous-famille des Satyrinae et du genre Erichthodes.

## Dénomination
Erichthodes jovita a été décrit par Cajetan Freiherr von Felder et Rudolf Felder en 1867 sous le nom initial de Neonympha jovita.
Synonyme Euptychia breyeri Hayward, 1963 ; Euptychia julia f. torva Weymer, 1911. 

## Écologie et distribution
Erichthodes jovita est présent en Colombie.

### Protection
Pas de statut de protection particulier